# Maud Ameline
Pour les articles homonymes, voir Ameline.
Maud Ameline, née le 19 juillet 1975 à Paris, est une scénariste française.

## Biographie
Maud Ameline fait des études de cinéma à La Femis, département scénario, dont elle sort diplômée en 2002.

## Filmographie
- 2002 : L'Âge tendre (court métrage) d'Éric Forestier
- 2002 : Seule maman a les yeux bleus (court métrage) d'Éric Forestier
- 2011 : Camille redouble de Noémie Lvovsky
- 2013 : Le Sens de l'humour de Marilyne Canto
- 2013 : Tiens-toi droite de Katia Lewkowicz
- 2016 : La Loi de la jungle d'Antonin Peretjatko
- 2016 : En moi (court métrage) de Laetitia Casta
- 2017 : Si j'étais un homme d'Audrey Dana
- 2017 : L'Indomptée de Caroline Deruas
- 2017 : Simon et Théodore de Mikael Buch
- 2017 : En attendant les hirondelles de Karim Moussaoui
- 2018 : Amanda de Mikhaël Hers
- 2019 : Un divan à Tunis de Manele Labidi
- 2020 : Garçon chiffon de Nicolas Maury
- 2021 : La Place d'une autre  de Aurélia Georges
- 2022 : Les Passagers de la nuit de Mikhaël Hers
- 2022 : L'Envol de Pietro Marcello
- 2022 : La Grande Magie de Noémie Lvovsky
- prévu en 2024 : Juliette au printemps de Blandine Lenoir

## Distinctions

### Récompenses
- TheWIFTS Foundation International Visionary Awards 2014 : Prix du scénario pour Tiens-toi droite
- Festival international du film de Tokyo 2018 : Prix du meilleur scénario pour Amanda

### Nominations
- César 2013 : César du meilleur scénario original pour Camille redouble
- Lumière 2018 : Lumière du meilleur scénario pour En attendant les hirondelles